# Buckhorn (Kalifornia)
Buckhorn – jednostka osadnicza w Stanach Zjednoczonych, w stanie Kalifornia, w hrabstwie Amador.